# Epson RC-20
Die Epson RC-20 war eine Smartwatch, welche 1985 auf den Markt kam und bereits über Touchscreen bedient werden konnte. Sie war programmierbar und wurde über die serielle Schnittstelle mit Programmen oder Spielen versorgt.

## Technische Daten
CPU: SMC84C00 (Zilog Z80 kompatibel)

RAM: 2 KB

ROM: 8 KB

Anschlüsse: Serielle Schnittstelle über Klinkenstecker (RS-232C)

Übertragungsgeschwindigkeit: 2400 bps

Auflösung: 42 × 32 Pixel (LCD)

## Datenübertragung
Kann über einen USB to UART TTL Adapter erfolgen.